# NCSM St. John's (FFH 340)
 (avril 2025).
Si vous disposez d'ouvrages ou d'articles de référence ou si vous connaissez des sites web de qualité traitant du thème abordé ici, merci de compléter l'article en donnant les références utiles à sa vérifiabilité et en les liant à la section « Notes et références ».
Le NCSM St-John's (FFH 340), est une frégate canadienne, le dixième de la classe Halifax. Il est en service depuis 1996 et assigné à la Force maritime Atlantique, sous le Commandement de la Force maritime du Canada des Forces canadiennes et est basé au port d'Halifax, en Nouvelle-Écosse. Le navire est le premier du nom.

## Service
Le NCSM St-John's sert principalement dans l'océan Atlantique pour la protection de la souveraineté territoriale du Canada et l'application de la loi dans sa zone économique exclusive.
St-John's a participé dans de nombreuses opérations de lutte anti-terrorisme (golfe Persique, golfe Arabique), et patrouille régulièrement dans l'océan Atlantique dans le cadre de missions de l'OTAN.

## Annexe